# Eitel Friedrich af Preussen
Eitel Friedrich af Preussen (tysk: Wilhelm Eitel Friedrich Christian Karl) (født 7. juli 1883, død 8. december 1942) var en tysk prins, der var næstældste søn af Tysklands sidste kejser, Wilhelm 2., og dennes hustru Augusta Viktoria af Slesvig-Holsten-Sønderborg-Augustenborg. 
Prins Eitel Friedrich blev officer og deltog i kampene under Første Verdenskrig. Efter afskaffelsen af monarkierne i Tyskland ved Novemberrevolutionen i 1918 var han aktiv i monarkistiske kredse og i den paramilitære organisation Stahlhelm.
Han blev gift den 27. februar 1906 med hertuginde Sophie Charlotte af Oldenburg. Parret fik ingen børn og blev skilt i 1926.